# Чигири (Амурская область)
Чигири́ — село в Благовещенском районе Амурской области, Россия.
Административный центр Чигиринского сельсовета.

## География
Село Чигири — спутник города Благовещенск, прилегает к его северо-западной окраине.
Восточнее села проходит автодорога Благовещенск — Свободный.

## История
Село основано в 1932 г. До 1939 г. называлось Ключи.
Современное название село получило в память о покинутой родине, ибо было основано переселенцами из-под города Чигирин Черкасского уезда (ныне область) Киевской губернии Украины.
В переводе с тюркского: чигир — водоподъемное сооружение, вращающее силой течения реки колесо с лотками или кувшинами.
В настоящее время село активно растёт, за счёт своей близости к Благовещенску. В нём строятся новые дома, чаще всего в частном секторе.

## Население
| 2002  | 2010    | 2012    | 2013  | 2014  | 2015  | 2016  |
| ----- | ------- | ------- | ----- | ----- | ----- | ----- |
| 2570  | ↗4299   | ↗4690   | ↗5258 | ↗5931 | ↗7306 | ↗8379 |
| 2017  | 2018    | 2021    |       |       |       |       |
| ↗9402 | ↗10 244 | ↗18 538 |       |       |       |       |